# 朱昂语
朱昂语是一种蒙达语族语言，主要由印度奥里萨邦朱昂族使用。

## 系属分类
朱昂语属于蒙达语族，与卡利亚语关系最为紧密，但分裂时间也较早了。
朱昂语可粗略分为山区和平原两种方言，都在奥里萨邦 (Patnaik 2008:508)：
- 山区方言：肯杜贾县Gonasika丘陵和Pallara丘陵
- 平原方言：肯杜贾县南部和丹卡那尔县东部约147个村

## 地理分布
截至2001年印度人口普查朱昂语使用者共有30875人。主要分布在奥里萨邦肯杜贾县南部、阿努古尔县北部、丹卡那尔县东部(Patnaik 2008:508)。
朱昂语目前是一种脆弱濒危语言，儿童在家庭以外不使用。
目前朱昂语使用者不到2万人。

## 语法
朱昂语中，一些词根明显不受动词及物不及物对立的影响，因此词根的语法功能只能通过其与特定时态标记的共现来确定。例如：
pag-  Set 我“打破” -Set II 变得被打破
rag- Set 我“撕” - Set II 被撕碎
guj- Set 我“洗” - Set II 被洗

## 书写系统
朱昂语用奥里亚文书写。